# Johann Faulhaber

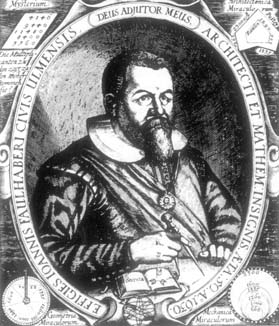

Johannes Faulhaber (Ulm, 5 mei 1580 - Ulm, 10 september 1635) was een Duitse wiskundige, ingenieur en vestingsbouwmeester.

## Levensloop
Faulhaber leerde aanvankelijk voor wever, maar werd later stadswiskundige en landmeter in Ulm. Hij moest deze stad tijdelijk verlaten omdat hij door voorspellingen en kabbalistische getallenspeculaties het ongenoegen van kerkelijke autoriteiten had gewekt. Hij werkte onder andere samen met Johannes Kepler en Ludolph van Ceulen. Naast zijn werk als rekenmeester werkte hij aan de vestingwerken van verschillende steden, zoals Bazel, waar hij van  1622 tot 1624 civiel ingenieur was. Hij werkte ook voor de Prins Maurits van Oranje-Nassau in de Nederlanden. Ook heeft hij in Ulm zelf waterraderen gebouwd. Voor militaire doeleinden bouwde hij meetkundige instrumenten. In zijn Ingenieurschool (vier delen, 1632-1633), maakte hij de logaritmen van Henry Briggs in Duitsland bekend.
Na zijn huwelijk opende Faulhaber in het jaar 1600 zijn eigen school in Ulm. Deze school betekende een laatste bloeiperiode van de wiskunde van de rekenmeesters.
Zijn wiskundige werk heeft voornamelijk betrekking op sommen over machten van natuurlijke getallen tot de zeventiende macht (Formule van Faulhaber), met de oplossing van de vierdegraadsvergelijkingen, de met de veralgemening van de stellingen van de Pythagoras en Heron van Alexandrië naar de driedimensionale ruimte. Bij de introductie van Bernoulli-getallen beriep Jakob Bernoulli zich op Faulhaber.
Faulhaber hield zich, de gewoonten van zijn tijd volgend, ook bezig met alchemie, astrologie en de getallensymboliek. Hij was lid van de Rozenkruisers. Zijn werk beïnvloedde de jonge Descartes. In het jaar 1619, na zijn deelname aan de Ulmer kometenstrijd (1618), publiceerde hij zijn werk, Fama Syderea Nova met voorspellingen in verband met de Grote Komeet van 1618 (C/1618 W1) en het begin van de Dertigjarige Oorlog. Men heeft hem beschuldigd van plagiaat van data van zijn vriend Johannes Kepler, maar hij kon deze beschuldigingen weerleggen.
Faulhaber is de stamvader van een familie van wiskundigen en ingenieurs. Zijn zoon Johann Mathaeus Faulhaber (1604-1683) was net als hij vestingbouwmeester in Ulm. 